# 스칼라 중간자
입자물리학에서 스칼라 중간자 혹은 스칼라 메존(scalar meson)은 총 스핀이 0이고 짝 반전성(통상적으로 JP=0+로 표기됨)을 갖는 중간자이다. 유사스칼라 중간자와 구별된다.

## 예
- ρ중간자, ω중간자, φ중간자, K*(892)
- J/ψ 입자, D*중간자
- ϒ중간자

## 같이 보기
- 스칼라 보손